# Landtagswahl in Niedersachsen 1970
- SPD: 75
- CDU: 74

Die Wahl zum 7. Niedersächsischen Landtag fand am 14. Juni 1970 statt.

## Hintergrund
Die Landtagswahl fand ein Jahr vor Ablauf der Legislaturperiode im Jahr 1971 statt. Die CDU war während der Legislaturperiode durch Übertritte zur stärksten Fraktion geworden und forderte aus diesem Grund einen stärkeren Einfluss auf das Abstimmungsverhalten Niedersachsens im Bundesrat. Die Zusammenarbeit zwischen CDU und SPD war daraufhin unmöglich geworden. Die Koalition bestand damit nur noch auf dem Papier. Dennoch dauerte es einige Wochen, bis man sich auf die Auflösung des Landtages einigen konnte. Es war die erste vorgezogene Neuwahl eines Landesparlamentes in der Bundesrepublik. Die Wahl stand im Bann der Ostpolitik der im vorherigen Herbst gebildeten sozialliberalen Koalition unter Willy Brandt. Laut CDU-Spitzenkandidat Wilfried Hasselmann sollte von der Wahl in Niedersachsen der Impuls für die Ablösung der Bundesregierung ausgehen.

## Ergebnis
Im Vergleich zur vorherigen Landtagswahl konnten beide Volksparteien ihr Ergebnis verbessern. Die SPD erreichte 46,3 Prozent, die CDU 45,7 Prozent. Alle anderen Parteien blieben unter der 5-Prozent-Marke; die FDP und die NPD schieden damit aus dem Landtag aus. Damit waren zum ersten Mal im Landtag nur noch zwei Parteien vertreten. Die SPD hatte den knappen Vorsprung von einem Sitz auf die CDU.
Alfred Kubel (SPD) wurde am 8. Juli 1970 zum Ministerpräsidenten gewählt, sein Stellvertreter wurde Kurt Partzsch. Er bildete eine Alleinregierung und löste damit die Große Koalition ab.
| Partei                                            | Stimmen   | Anteil in % | ± (%) | Direkt- man- date | Sitze | ±   |
| ------------------------------------------------- | --------- | ----------- | ----- | ----------------- | ----- | --- |
| Sozialdemokratische Partei Deutschlands (SPD)     | 1.792.943 | 46,3        | +3,2  | 55                | 75    | +9  |
| Christlich Demokratische Union Deutschlands (CDU) | 1.771.698 | 45,7        | +4,0  | 40                | 74    | +11 |
|                                                   |           |             |       |                   |       |     |
| Freie Demokratische Partei (FDP)                  | 169.457   | 4,4         | −2,5  | 0                 | 0     | −10 |
| Nationaldemokratische Partei Deutschlands (NPD)   | 124.675   | 3,2         | −3,8  | 0                 | 0     | −10 |
| Deutsche Kommunistische Partei (DKP)              | 15.076    | 0,4         | neu   | 0                 | 0     | neu |
| Europa Partei (EP)                                | 1.256     | 0,0         | −0,1  | 0                 | 0     | ±0  |
| Niedersächsische Landespartei (NLP)               | 671       | 0,0         | neu   | 0                 | 0     | neu |
| Einzelbewerber                                    | 52        | 0,0         |       | 0                 | 0     |     |
| Gültig                                            | 3.875.828 | 199,3       |       |                   |       |     |
| Ungültig                                          | 0.026.175 | 100,7       |       |                   |       |     |
| Gesamt                                            | 3.902.003 | 100,0       |       | 95                | 149   | ±0  |
| Wahlberechtigte/Wahlbeteiligung                   | 5.085.443 | 176,7       | +1,1  |                   |       |     |